# Philippe Durpes
Philippe Durpes (Capesterre-Belle-Eau, 6 marzo 1974) è un ex calciatore francese originario di Guadalupa, di ruolo difensore.

## Caratteristiche tecniche
Era un difensore centrale.

## Carriera

### Club
Comincia a giocare nel Lens. Dal 1993 al 1998 gioca sia nella prima che nella seconda squadra. Nel 1998 passa al Cercle Bruges. Nell'estate 2000 si trasferisce al Verbroedering Geel. Nel gennaio 2001 si accasa all'Amiens. Nel 2002 viene acquistato dal Romorantin, in cui gioca per nove anni, collezionando più di 200 presenze, e con cui conclude la propria carriera nel 2011.

### Nazionale
Di origini guadalupensi, ha scelto la Nazionale guadalupense, con cui ha debuttato l'11 giugno 2007, in Costa Rica-Guadalupa (1-0). Ha partecipato, con la Nazionale guadalupense, alla Gold Cup 2007. Ha collezionato in totale, con la maglia della Nazionale, una presenza.

## Statistiche

### Cronologia presenze e reti in Nazionale
| Cronologia completa delle presenze e delle reti in nazionale ― Guadalupa | Cronologia completa delle presenze e delle reti in nazionale ― Guadalupa | Cronologia completa delle presenze e delle reti in nazionale ― Guadalupa | Cronologia completa delle presenze e delle reti in nazionale ― Guadalupa | Cronologia completa delle presenze e delle reti in nazionale ― Guadalupa | Cronologia completa delle presenze e delle reti in nazionale ― Guadalupa | Cronologia completa delle presenze e delle reti in nazionale ― Guadalupa | Cronologia completa delle presenze e delle reti in nazionale ― Guadalupa |
| Data                                                                     | Città                                                                    | In casa                                                                  | Risultato                                                                | Ospiti                                                                   | Competizione                                                             | Reti                                                                     | Note                                                                     |
| ------------------------------------------------------------------------ | ------------------------------------------------------------------------ | ------------------------------------------------------------------------ | ------------------------------------------------------------------------ | ------------------------------------------------------------------------ | ------------------------------------------------------------------------ | ------------------------------------------------------------------------ | ------------------------------------------------------------------------ |
| 11-06-2007                                                               | Miami                                                                    | Costa Rica                                                               | 1 – 0                                                                    | Guadalupa                                                                | Gold Cup 2007                                                            | -                                                                        |                                                                          |
| Totale                                                                   |                                                                          | Presenze                                                                 | 1                                                                        |                                                                          | Reti                                                                     | 0                                                                        |                                                                          |